# Marktbefestigung Neumarkt in Steiermark

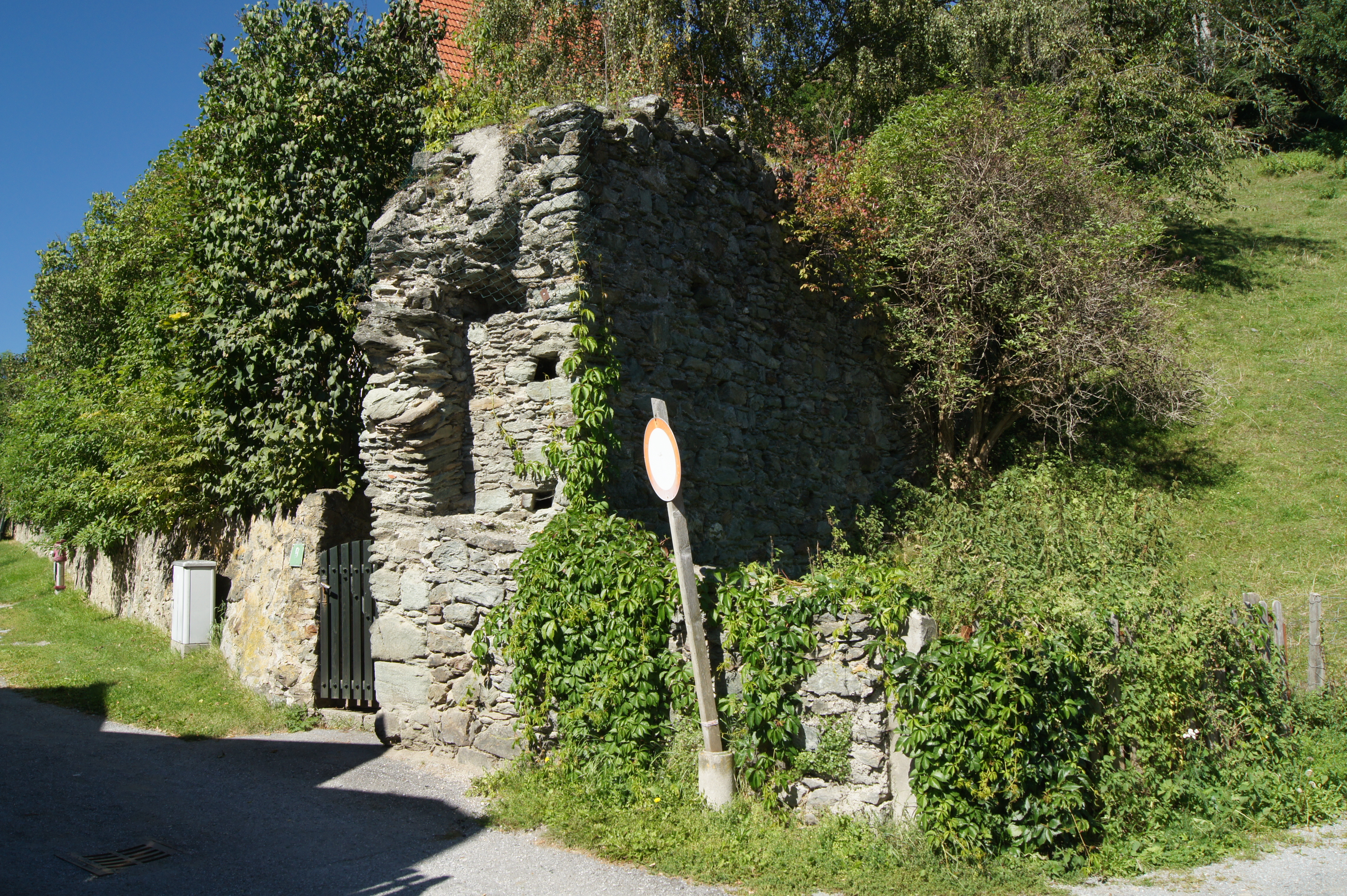
Reste der Umfassungsmauer

Die Marktbefestigung Neumarkt in Steiermark umfasst den Markt Neumarkt in Steiermark in der 2015 erweiterten Marktgemeinde Neumarkt in der Steiermark im Bezirk Murau in der Steiermark. Die Reste der Ummauerung stehen unter Denkmalschutz (Listeneintrag).

## Geschichte
Die Gründung und Befestigung von Neumarkt wird vor 1224 angenommen. Sie erfolgte zeitgleich mit der Errichtung einer Burg, welche seit 1500 mit Burg Forchtenstein genannt wird.

## Marktbefestigung
Die annähernd quadratische Ummauerung des Marktes wurde an der Gabelung zweier Straßen auf dem Sattel eines Passes errichtet (Neumarkter Sattel). An der Nordwestecke war die Burg baulich spitz mit der Ummauerung verbunden, die drei weiteren Ecken (Südwest, Südost und Nordost) wurden von Rundtürmen geschützt. Der annähernd von Norden nach Süden mittig verlaufende Straßenplatz verlief von Tor zu Tor. Seitlich gehen vom Straßenplatz schmale Quergassen weg, die in unregelmäßig gesetzte Hintausgassen münden. Reste der einheitlichen Ummauerung, wie auch die drei Rundtürme, sind erhalten.